# 姫田伸也
姫田 伸也（ひめだ しんや）は、日本の映画プロデューサー。日本映画学校卒業。

## 主な作品

### 映画
- Jam Films 2（アソシエイト・2003年）
- ハリヨの夏（2006年）
- 図鑑に載ってない虫（ライン・2007年）
- 恋しくて（2007年）
- 冷たい熱帯魚（ライン・2010年）
- 戦闘少女 血の鉄仮面伝説（アソシエイト・2010年）
- 今日、恋をはじめます（ライン・2012年）
- 麦子さんと（アソシエイト・2013年）
- 残穢（アソシエイト・2016年）
- ミッドナイトバス（2017年）
- 霊魔の街（2017年、テレビドラマ 新潟テレビ21）
- 「追捕〜MANHUNT」（ライン・2017年）
- 「男の操」（プロデューサー・2017年）
- 「ばるぼら」（プロデューサー・2018年）
- 「無頼」（制作担当・2018年）
- 「日本独立」（ライン・2019年）
- 「Tokyo Vice」（ライン・2020年）
- 「京阪沿線物語」（ライン・2020年）
- 「さがす」（制作担当・2021年）
- 「鹿楓堂よついろ日和」（ライン・2022年）
- 「夜、鳥たちが啼く」（プロデューサー・2022年）
- 「みんな生きている〜ふたつ目の誕生日〜」（ライン・2023年）
- 「ドロップ」（ライン・2023年）
- 「戦慄怪奇ワールド コワすぎ！」（ライン・2023年）
- 「天狗の台所」（ライン・2023年）
- 「OUT」（共同プロデューサー・2023年）
- 「天狗の台所2」（ライン・2024年）
- 「悪い夏」（共同プロデューサー・2025年）
- 「神社【シンサ】」（コンサルティングプロデューサー・2025年）